# Feroxyhyte
La feroxyhyte è un minerale ed è un ossido/idrossido del ferro, con formula {\displaystyle \delta -}Fe3+O(OH). La feroxyhyte cristallizza nel sistema esagonale e si forma in masse brune arrotondate a concrezioni. La feroxyhyte si presenta come un materiale opaco, magnetico, striato di giallo e con una densità relativa di 4.2.
Si trova in noduli di ferro-manganese sui fondali dell'Oceano Atlantico e del Pacifico. Si trova anche nei mari Baltico, Bianco e Kara Si forma in condizioni di alta pressione e torna a goethite se esposto alle condizioni della superficie. Si trova anche come cemento e rivestimento su clasti in terreni e sedimenti scarsamente drenati, formati dalla rapida ossidazione di composti di ossido ferroso.
La feroxyhyte stata descritta per la prima volta nel 1976 per un evento nei suoli nella sua località tipo, a Kolomyja, in Ucraina.